# Cryptorhopalum sapindi
Cryptorhopalum sapindi là một loài bọ cánh cứng trong họ Dermestidae. Loài này được Beal miêu tả khoa học năm 1985.